# Cotachena aluensis
Cotachena aluensis är en fjärilsart som beskrevs av Butler 1887. Cotachena aluensis ingår i släktet Cotachena och familjen Crambidae. Inga underarter finns listade i Catalogue of Life.